# سنت إكليل الزهور

## تصميم الوجه
يتكون تصميم الوجه الأمامي من رأس الحرية المصمم مع الشعر المتدفق. ظهرت عبارة "الحرية" أعلى الصورة. وفي الأسفل كان هناك غصن ذو ثلاث أوراق والتمر. عدل تصميم رأس الحرية إلى حد ما عن تصميم سنت السلسلة لمواجهة الانتقادات العامة.

## التصميم العكسي
كان الشكل المركزي للتصميم العكسي والذي سميت العملة باسمه عبارة عن إكليل. ظهرت الكلمات "سنت واحد" داخل الإكليل والكسر المقابل1100 على طول الحافة الخارجية كان مكتوبًا "الولايات المتحدة الأمريكية". تمت إضافة حدود زخرفية من الخرز على طول الحافة.

## أصناف
سك ما يقارب 63,353 سنتًا من إكليل الزهور. تميزت العينات المبكرة بتصميم " كرمة /قضبان" منمق على حواف القطعة المعدنية والذي كان مطابقًا لتصميم عملة السلسلة الأقدم. وفي وقت لاحق غير ذلك إلى حافة مكتوب عليها مائة دولار مقابل الدولار . يقوم جامعو النحاس الأمريكيون الأوائل بتصنيف العملات المعدنية بشكل عام إلى ثلاثة عشر نوعًا مختلفًا وفقًا لنظام شيلدون. تتضمن معظم هذه الاختلافات تغييرات طفيفة نسبيًا وغالبًا ما تتطلب فحصًا دقيقًا لتمييزها. ومع ذلك هناك صنف واحد أكثر شهرة : "ورقة الفراولة". وعلى هذه الضربات اتخذ غصن البرسيم فوق التمر شكل نبات الفراولة ( فراجاريا ). لا يُعرف سوى أربع عينات من هذا النوع وجميعها منتشرة على نطاق واسع. بيع أفضل سنت من أوراق الفراولة المعروفة في مزاد بمبلغ 414000 دولار في نوفمبر 2004.

## الجمع
باعتباره ثاني نوع من ثلاثة أنواع مختلفة من السنتات الكبيرة التي ضربت في عام 1793 فإن سنت إكليل مرغوب فيه من قبل كل من جامعي السنتات الكبيرة وجامعي الأنواع على حد سواء وهو ما يتحمل جزئيًا مسؤولية استمرار الطلب المرتفع عليه.